# Tezcatlipoca

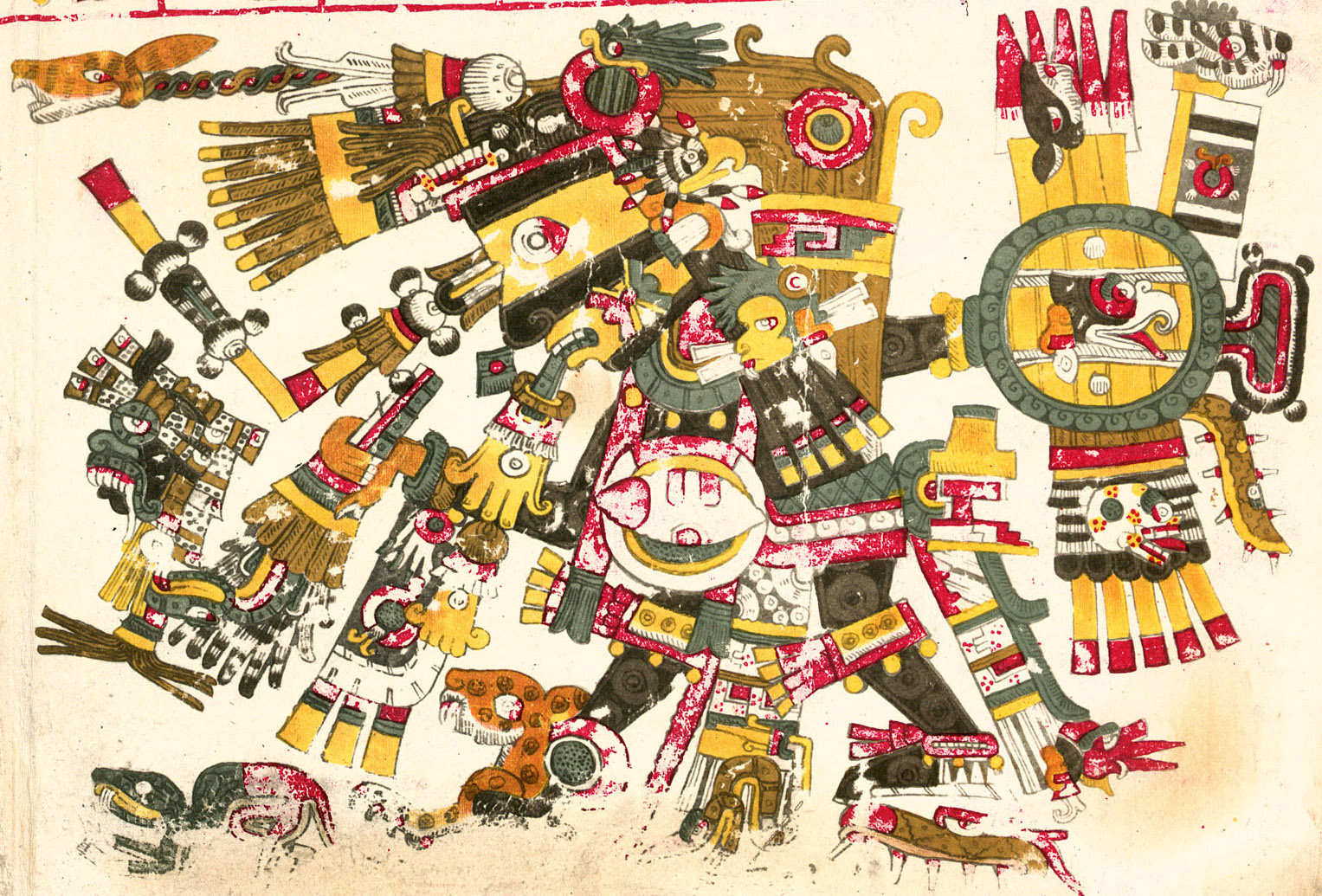
Zwarte Tezcatlipoca

Tezcatlipoca (rokende spiegel), Yaotl (de vijand), Telpochtli (jonge man), 'De Linkshandige', was volgens de Azteekse mythologie de god van de nacht en de nachthemel, het noorden, de kou, de wapens en de oorlog. In de legenden komen bovendien 'nachtelijke' elementen van verleiding, bedrog, en zwarte toverkunst naar voren. Tezcatlipoca werd naar het schijnt al vereerd door de Olmeken en werd algemeen populair vanaf de tiende eeuw.

## Beschrijving
Volgens Bernardino de Sahagún was Tezcatlipoca een ware god, die zowel in het 'land van de doden', op aarde, als in de hemel vertoefde en hij vergeleek hem met de Romeinse Jupiter.
Op aarde zette Tezcatlipoca aan tot ondeugd en zonde en bracht leed en pijn in de wereld. Hij bespotte, hoonde en vernederde mensen.  Sahagún beschreef hem als Gods tegenstrever, Lucifer, 'de machtige duivel die in de hemel, in de eerste dagen, aan het begin stond van oorlog, ondeugd en verdorvenheid.' Tezcatlipoca kon zowel scheppen als vernietigen. 
Hij vertegenwoordigde de 'duistere zon', op zijn nachtelijke reis door de Onderwereld, terwijl Xipe Totec verbonden was met de 'zon van de bovenwereld'. Aan het einde van de Vijfde Zon zal Tezcatlipoca de zon stelen, wat het 'einde' betekent van de wereld, de goden en de mensheid.
Hij wordt ook 'De Linkshandige' genoemd, omdat hij sinister (in het latijn is sinistris letterlijk links-, linkshandig), onberekenbaar en onbetrouwbaar was en 'Yaotl', de vijand, die tweedracht zaaide en bepaalde wie een veldslag won.  Hij bepaalde wie, waar, wanneer zou sneuvelen.   
Tezcatlipoca was de meest duistere en onverbiddelijke god. Hij werd vereenzelvigd met spoken en geesten van de nacht, bijvoorbeeld met de demon Nachtbijl, 'een man zonder hoofd met in zijn borst een wond die open en dicht klapte met het geluid van een bijl die hout klieft.' Zijn priesters beschilderden hun lichaam met een vreemd zwart papje van vermalen paddenstoelen, tabak, gifslangen en schorpioenen, wat paste bij de duistere gewelddadigheid van de god. 
Toch werd hij ook voorgesteld als een knappe 'Telpochtli' (jonge man), als god van de jongelingen die worden opgeleid tot krijger. Soms als maagd, soms als onweerstaanbaar verleider en volgens sommige versies werd hij ieder jaar herboren. Een sekte van jonge mannen en vrouwen, de telpochtiliztli, vereerden hem.
Tezcatlipoca had ook een beschermende kant. Volgens een verhaal was híj en niet Huitzilopochtli de god die de Azteken voorging toen ze een nieuw vaderland zochten. 
Voor de Azteken was zijn voornaamste taak als oorlogsgod er voor te zorgen dat er genoeg oorlog werd gevoerd om hen van gevangenen te voorzien om als 'offergaven voor de goden' dienst te doen.

## Attributen
- Tezcatlipoca ontleende zijn naam aan zijn belangrijkste attribuut, een spiegel van gepolijst obsidiaan, zwart vulkanisch glas, waaruit rook kwam en waarmee hij zijn vijanden kon doden. Hij kon er mee in de toekomst en in de harten van mensen kijken. Zo werd hij de beschermgod van sjamanen. Deze spiegel zat op de plaats van zijn linkervoet, die hij kwijt was geraakt in het gevecht tegen een aardmonster of 'toen hij uit de hemel was geslingerd nadat hij een maagdelijke godin had verleid.' De god droeg ook een spiegel op zijn achterhoofd. De spiegels bezaten toverkracht. De god stal de spiegel, die het einde van droogte kon voorspellen, en verborg hem, zodat de hongersnood werd verlengd.

- Hij werd vaak afgebeeld als een krijger, met een atlatl (speerwerper), pijlen en een schild, banden van jaguarbont om zijn knieën, een krijgsbanier en twee reigerveren in zijn haar. Dat was de gebruikelijke hoofdtooi van Azteekse ridders. Zijn lichaam is zwart geschilderd en zijn gezicht is goud met horizontale, zwarte strepen.

- Veel Azteekse goden hadden een nahualli (nahual, vermomming), een dier met vergelijkbare karaktertrekken, en dat van Tezcatlipoca was een stinkdier, een aap, een prairiewolf of de jaguar, 'het sterkste en meest geduchte wilde dier van Midden-Amerika', de 'heer der dieren'. Zijn gevlekte vacht stond voor de Azteken voor de 'nachthemel'.

- Hij veroorzaakte oorlogen en had als 'god van de strijd' en 'god van de wapens' op zijn tuniek een 'doodshoofd met gekruiste knekels' geweven als embleem.

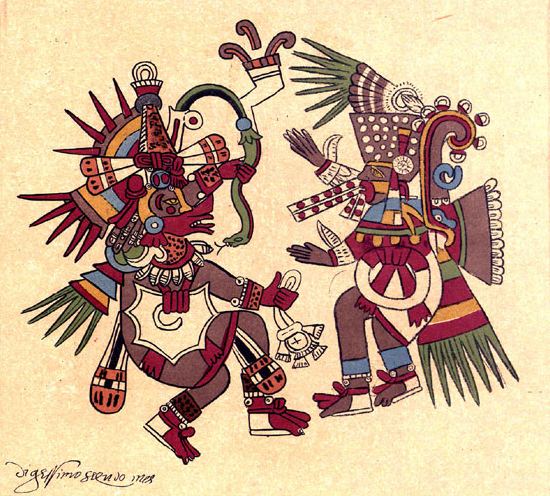
Quetzalcoatl en Tezcatlipoca

## Tezcatlipoca en Quetzalcoatl
Tezcatlipoca was de tweelingbroer en tegenstander van Quetzalcoatl, de 'Witte Tezcatlipoca'. Tezcatlipoca zorgde er voor dat Quetzalcoatl zich in een dronken bui aan zijn zuster vergreep, waarna Quetzalcoatl Tollan verliet.

## Kleuren
Tezcatlipoca zelf werd soms de 'Zwarte Tezcatlipoca' genoemd, terwijl er ook een 'Blauwe Tezcatlipoca' en een 'Rode Tezcatlipoca' onderscheiden werden. Welke kleur met welke verschijningsvorm geassocieerd werd verschilde per plaats, en ook de functie en eigenschappen van Tezcatlipoca verschilden per plaats, aangezien hij een veelzijdige god was. 

## Manifestatie
Mixcoatl, Omacatl, Titlacahuan, Mextli en Tezcatlanextia werden wel als manifestaties van Tezcatlipoca gezien.

## Echtgenote
Tezcatlipoca was getrouwd met Xochiquetzal, die hij kidnapte van haar oorspronkelijke echtgenoot Tlaloc. Soms werd hij ook de echtgenoot van de maïsgodin Xilonen genoemd. 

## Festival
De Azteken eerden Tezcatlipoca ieder jaar in mei met het Toxcatl festival, hierbij werd onder andere een jonge man geofferd die zich een jaar lang als Tezcatlipoca had voorgedaan.